# Kia Carens
Kia Carens är en mini-MPV med fem sittplatser som presenterades 1999. År 2002 genomgick modellen en ansiktslyftning och ett år senare debuterade den i Sverige. Till skillnad från många av sina konkurrenter är Carens inte särskilt högbyggd, utan påminner mer om en ordinär kombi och har dessutom ett kort axelavstånd, endast 256 cm att jämföra med exempelvis Renault Scénics 269 cm. 
Motormässigt erbjöds två bensinmotorer (1,8 och 2,0), samt en dieselmotor med partikelfilter. År 2006 kom en ny generation med samma namn, vilken har bättre utrymmen med plats för upp till 7 personer.